# Opòssum aquàtic
L'opòssum aquàtic o sariga aquàtica (Chironectes minimus), també conegut com a iapoc, és un marsupial de la subfamília dels didelfins. És l'únic membre del seu gènere, Chironectes. Viu a les rieres i llacs d'aigua dolça de Mèxic, Mesoamèrica i Amèrica del Sud fins a l'Argentina i és l'únic marsupial aquàtic vivent. També és l'únic marsupial vivent en què ambdós sexes tenen una bossa. El llop marsupial també presentava aquesta característica, però actualment es considera extint.
El iapoc viu en caus a ribes i surt després del crepuscle per a nedar i buscar peixos, crustacis i altres animals aquàtics, que menja a la riba.